# Bentincklantaarn
De Bentincklantaarn (1919) is een lantaarn en gedenkteken in Amerongen, ter herinnering aan Godard Bentinck.

## Achtergrond
Godard John George Charles graaf van Aldenburg Bentinck, heer van Amerongen, Leersum, Zuylestein, Ginkel, Elst, Lievendaal en Eck en Wiel (1857-1940) vestigde zich in 1879 op Kasteel Amerongen. De graaf steunde de plaatselijke bevolking van Amerongen onder meer door het opzetten van agrarische projecten. In de periode 1918-1920 bood hij onderdak aan de Duitse keizer Wilhelm II. 
Op 11 juli 1919 vierde de graaf zijn veertigjarig jubileum als ambachtsheer. Hij kreeg van de bevolking een monumentale lantaarn aangeboden, gemaakt door de Utrechtse Edelsmidse Brom. De lantaarn is geplaatst tegenover het hoofdinrijhek van het kasteel. Ter gelegenheid van Bentincks zeventigste verjaardag in 1927 kreeg hij van het personeel een fontein en van de bevolking een tuinbank en ter gelegenheid van zijn gouden jubileum in 1929 een smeedijzeren inrijhek. Een deel van het tuin- en straatmeubilair rond het kasteel geniet bescherming als rijksmonument.

## Beschrijving
De achthoekige, gekroonde lantaarn is geplaatst op een standaard van vier lange voluten met palmetten. Hij staat op een zandstenen sokkel in neo-Lodewijk XIV-stijl. Onder een schelpmotief is een inscriptie aangebracht met de tekst 

11 JULI
 1879 - 1919
DE INGEZETENEN
VAN AMERONGEN
AAN
GRAAF BENTINCK
VAN AMERONGEN

Om het geheel staat een, eveneens achthoekig, hekwerk.

## Waardering
De lantaarn werd in 1990 als rijksmonument ingeschreven in het monumentenregister.